# Tour de Flandes 1950
El Tour de Flandes 1950 és la 34a edició del Tour de Flandes. La cursa es disputà el 2 d'abril de 1950, amb inici a Gant i final a Wetteren després d'un recorregut de 273 quilòmetres.
El vencedor final fou, per segon any consecutiu, l'italià Fiorenzo Magni, que s'imposà en solitari en l'arribada a Wetteren. El belga Briek Schotte i el francès Louis Caput acabaren segon i tercer respectivament.

## Classificació final
|    | Ciclista                    | Equip              | Temps      |
| -- | --------------------------- | ------------------ | ---------- |
| 1  | Fiorenzo Magni (ITA)        | Ganna              | 8h 15' 00" |
| 2  | Briek Schotte (BEL)         | Alcyon-Dunlop      | + 2' 15"   |
| 3  | Louis Caput (FRA)           | Olympia-Dunlop     | + 9' 20"   |
| 4  | Maurice Diot (FRA)          | Mercier-Hutchinson | + 9' 20"   |
| 5  | André Maelbrancke (BEL)     | Star Nord          | + 9' 20"   |
| 6  | Eugène van Roosbroeck (BEL) | Alcyon-Dunlop      | + 9' 20"   |
| 7  | Valère Ollivier (BEL)       | Bertin-Wolber      | + 12' 15"  |
| 8  | Roger Gyselinck (BEL)       | Groene Leeuw       | + 12' 15"  |
| 9  | Basiel Wambeke (BEL)        | Condor             | + 13' 15"  |
| 10 | César Marcelak (FRA)        | Mercier-Hutchinson | + 15' 10"  |